# 小行星5860
小行星5860（英語：5860）是一颗围绕太阳公转的小行星。1981年8月28日，茲丹卡·瓦弗洛娃在克列特发现了此天体。
这颗小行星的绝对星等为138.1972709249398等。